# Culchebret
I Culchebret (o Colchebret, Conclubet, Concublet, Conclubet di Arena) furono una famiglia normanna molto potente e influente nelle vicende storiche, culturali, politiche ed economiche dell'Italia meridionale e della Sicilia, a partire dall'XI secolo.

## Storia
Di origine normanna, giunti in Italia al seguito degli Altavilla, i Culchebret (o Conclubet di Arena) furono tra le famiglie normanne più importanti vicine a Ruggero I, insieme ai de Luci, ai Borrello, ai Mortain, e agli Avenel .
Secondo quanto riporta Crollalanza, i Culchebret discesero da un Ruggero, figlio naturale del conte Ruggero, mentre il capostipite documentato fu un certo Scullando vissuto nella prima metà dell'XI secolo . Da Scullando discese un Ruggero, ucciso nel 1065 con il nipote Gilberto durante l'assedio del castello di Ajello. Da Ruggero discese un Guglielmo Culchebret indicato con l'appellativo di dominus in una pergamena del febbraio 1105. Secondo altre fonti, ritenute meno credibili su un piano storico, la famiglia era di origine tedesca. 
I Culchebret (o Conclubet) furono signori di Stilo e di Gerace ed ebbero in feudo già dal XIII secolo la contea di Arena in Calabria e da essa presero il predicato del cognome. La terra di Arena fu eretta in marchesato nel 1536  a favore di Giovan Francesco dall'Imperatore Carlo V. A questa famiglia appartenne anche Andrea Concublet, personaggio di rilievo della nobiltà del Regno di Napoli del XVII secolo.

## Blasone
Arma: Di rosso, a quattro fasce d'argento; lo scudo accollato ad un'aquila bicipite di nero, ciascuna testa coronata d'oro.